# Günzburgi Legoland
A Legoland Deutschland (Günzburgi LEGOLAND) a dániai LEGO cég németországi élményparkja, mely Dél-Németországban, Günzburgtól nem messze található. A park 2002-ben nyílt meg, területe 43,5 hektár.
Az élménypark április 5. és november 9. között tart nyitva (2025. év)

## Megközelítése
A Günzburgi vasútállomástól közvetlen autóbusszal.

## Galéria

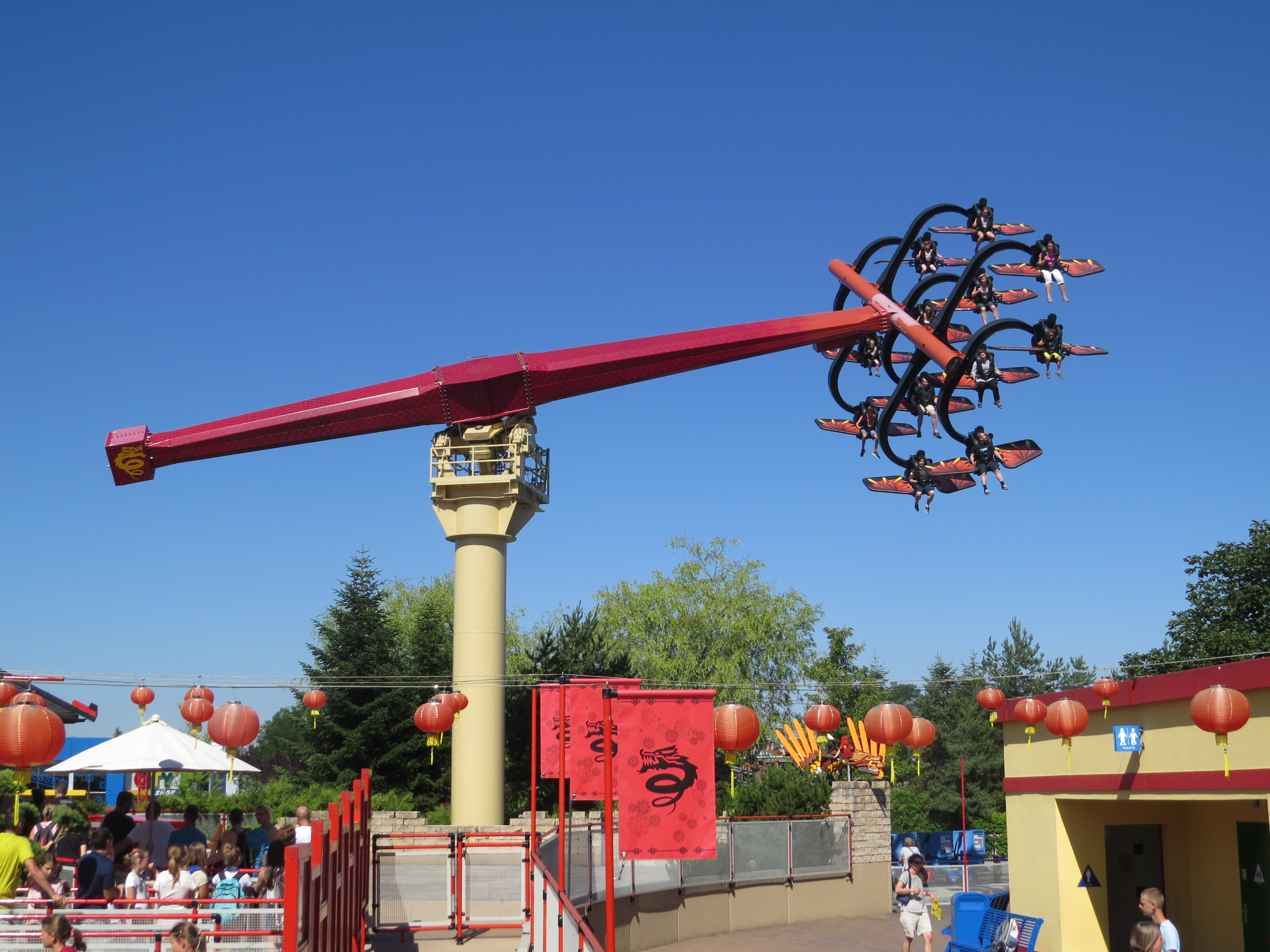
Ninjago körhinta
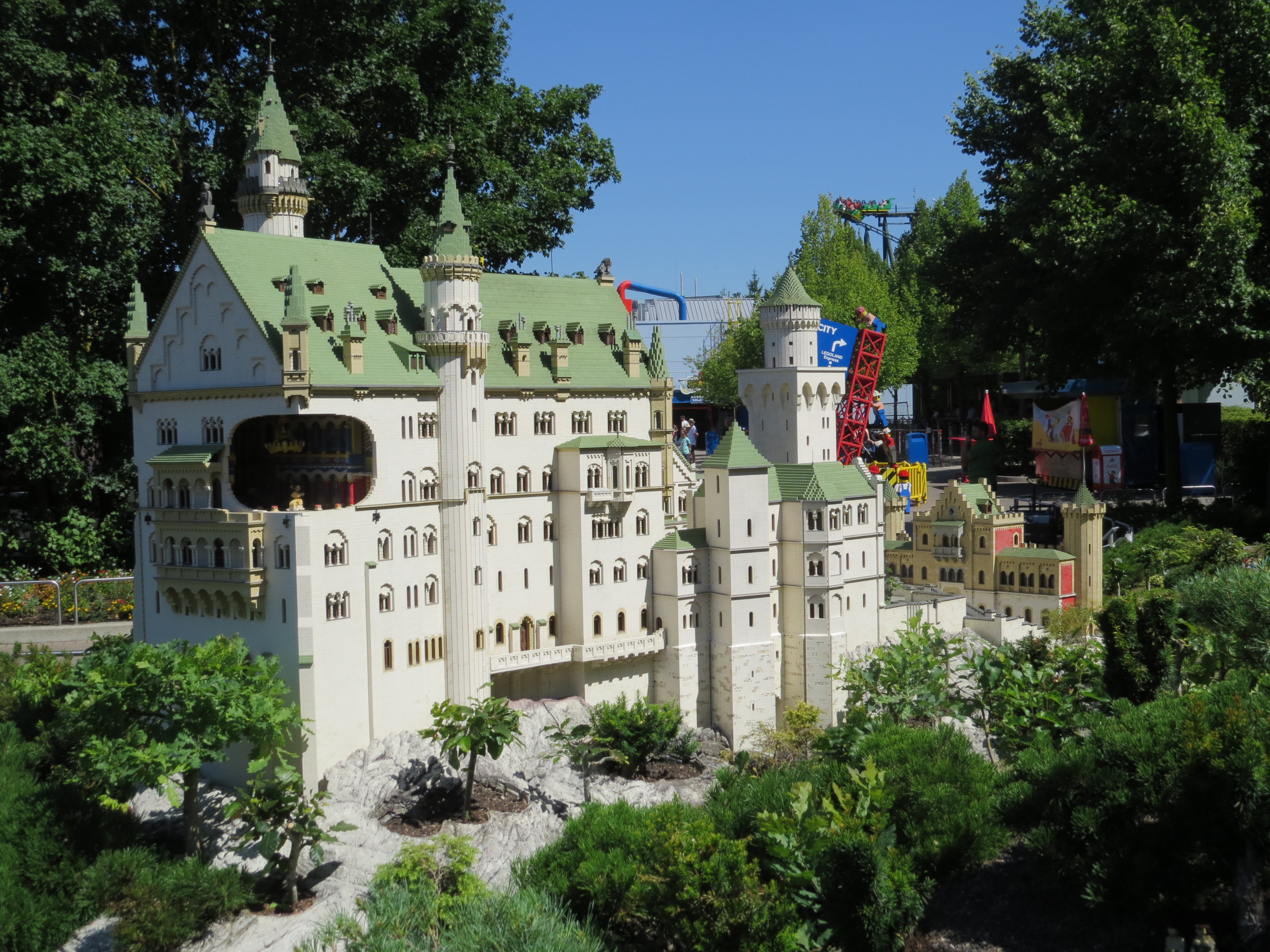
A Neuschwanstein kastély
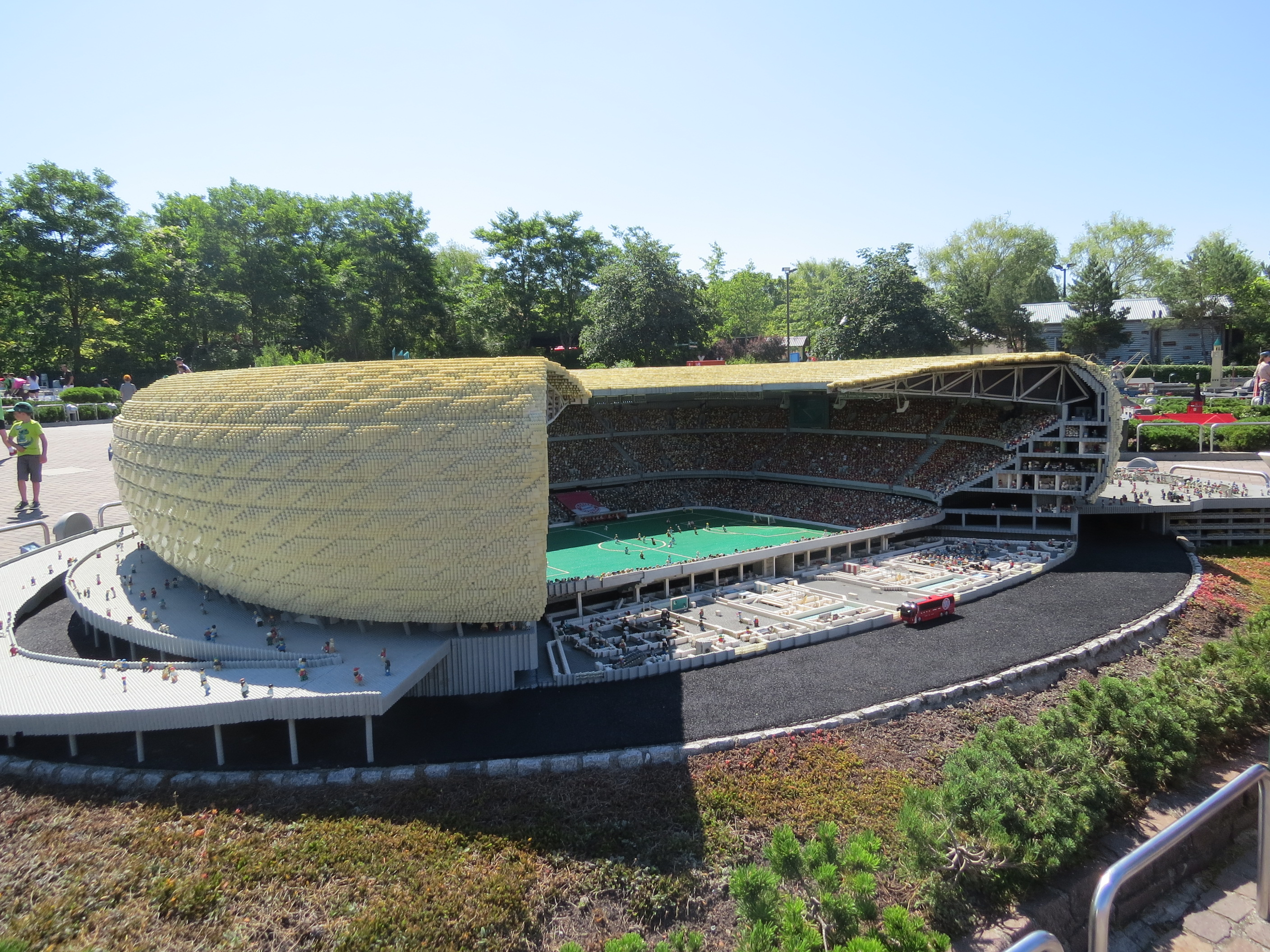
Az Allianz Arena
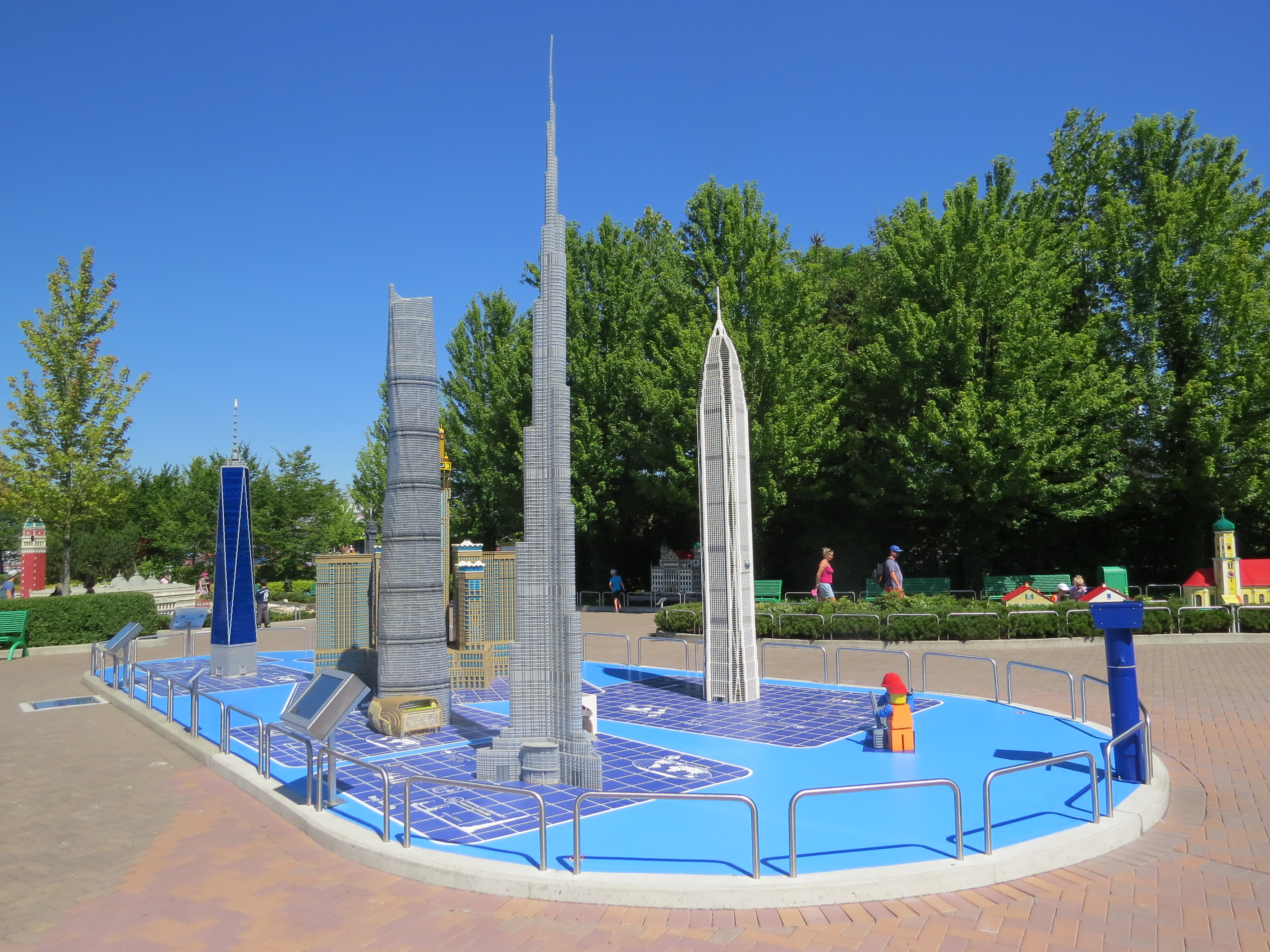
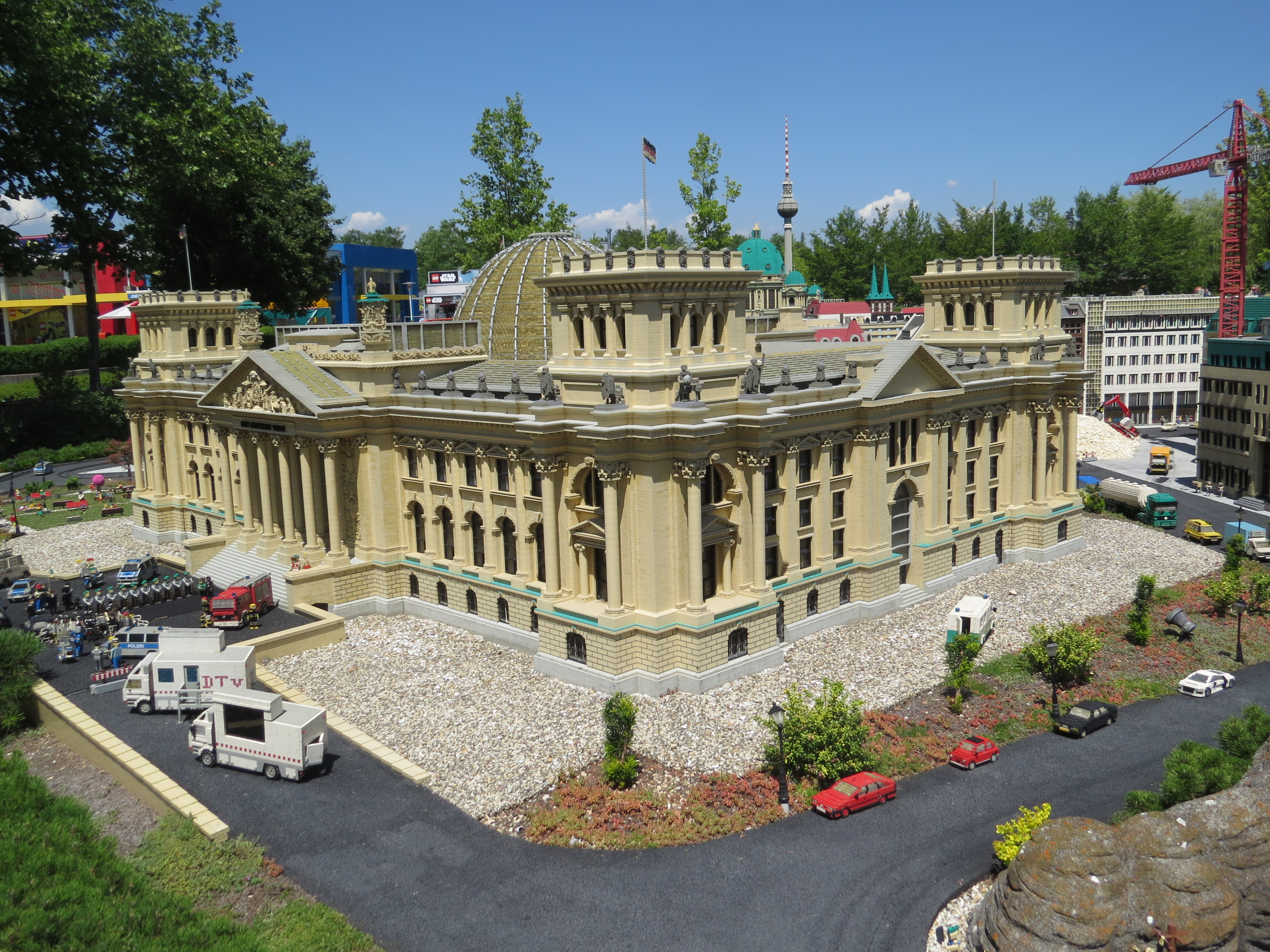
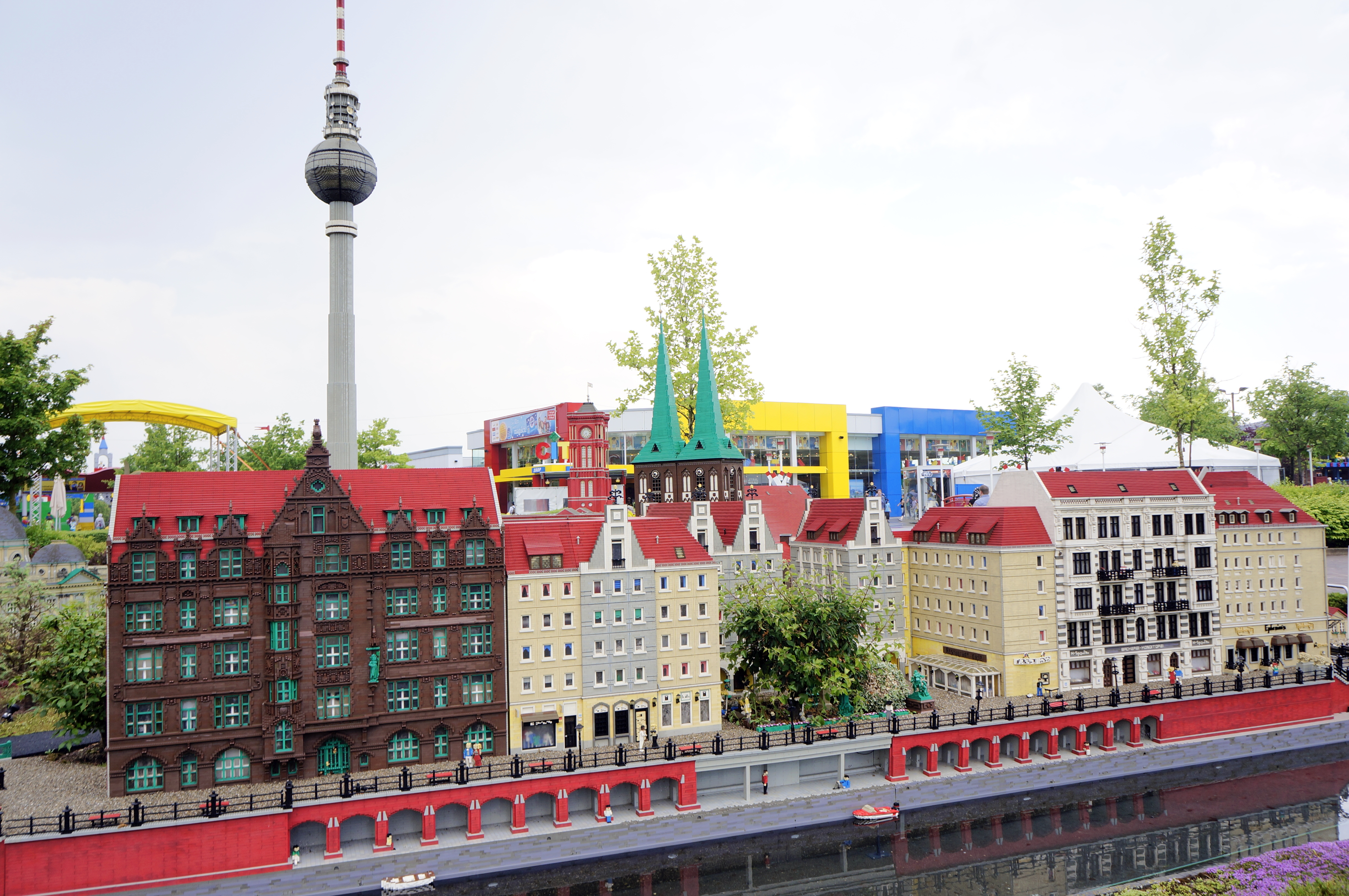
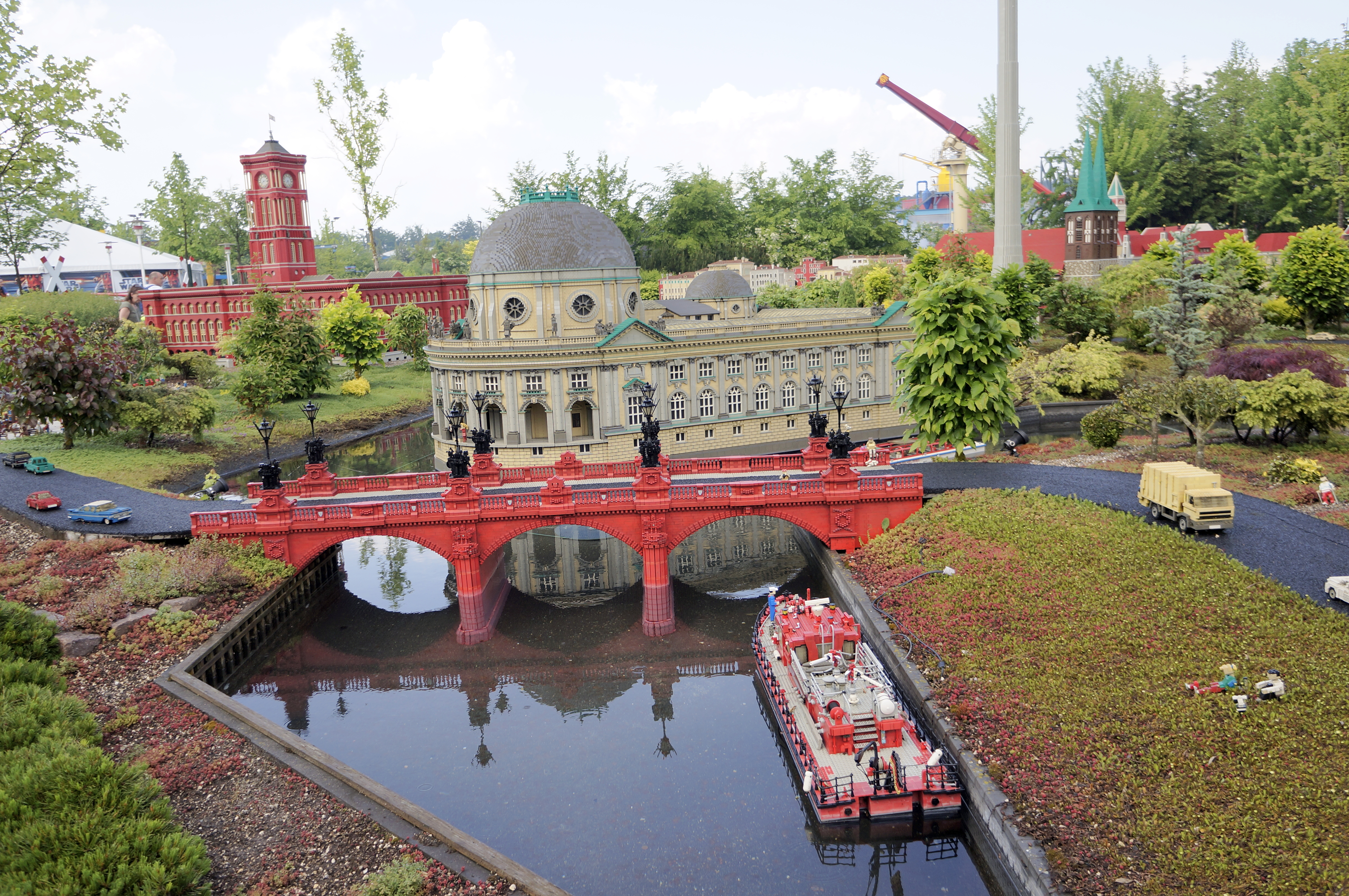